# Yoshiro Mori
Yoshiro Mori (Japans: 森喜朗, Mori Yoshiro) (Nomi (Ishikawa), 14 juli 1937) is een Japans voormalig politicus van de Liberaal-Democratische Partij (LDP). Hij was premier van Japan van 2000 tot 2001.

## Jeugd
Yoshiro Mori werd op 14 juli 1937 geboren in de prefectuur Ishikawa, als zoon van Shigeki en Kaoru Mori, tamelijk rijke boeren met een politieke historie. Zijn vader en zijn grootvader waren burgemeester van Neagari. Zijn moeder stierf toen Yoshiro zeven jaar was.
Hij studeerde aan de Waseda-universiteit in Tokio. Hij werd in die tijd lid van de rugbyclub. Hij was na zijn studententijd werkzaam bij de Sankei Shimbun, een sterk conservatieve krant in Japan. Hij verliet de krant in 1962 en werd secretaris van een lid van het parlement.

## Politiek
In 1969 werd hij op 32-jarige leeftijd lid van het Lagerhuis. Hij werd 10 keer herkozen. In de jaren 1980 was er een groot corruptieschandaal in de Japanse politiek waardoor leden van Yoshiro's partij, de Liberaal-Democratische Partij, in het nauw kwamen. Yoshiro was daarna minister van Onderwijs tussen 1983 en 1984. Van 1992 tot 1993 was hij minister van Internationale Handel en Industrie en van 1995 tot 1996 was hij minister van Constructie.

## Premierschap
Keizo Obuchi, de toenmalige premier van Japan, werd op 2 april 2000 getroffen door een beroerte, waardoor hij niet meer in staat was om verder te functioneren. Mori, toen secretaris-generaal van de Liberaal-Democratische Partij, werd benoemd tot de nieuwe minister-president.
De besluiten van hem en zijn ministers waren erg impopulair onder de Japanse bevolking:
- Tijdens de begrafenis van voormalig premier Keizo Obuchi was Mori vergeten te klappen en te buigen voor het graf van Obuchi, wat een erg belangrijk ritueel is in een boeddhistische begrafenis, terwijl andere wereldleiders het wel deden.

- Tijdens een ontmoeting met de Amerikaanse president Bill Clinton vroeg Mori aan Clinton "Wie bent u?" (Who are you?), in plaats van: "Hoe gaat het met u?" (How are you?) Clinton dacht dat het een grapje was, en antwoordde: "Ik ben Hillary's man, en u?" (I'm Hillary's husband, and you?) Clinton antwoordde in het Engels, en Mori antwoordde hierop: "Ik ook" (Me, too).

Mori was ook niet erg populair in zijn geboorteplaats. Men noemde hem dan ook "de schaamte van Ishikawa". Op 26 april 2001 werd hij opgevolgd door Junichiro Koizumi.

## Familie
Mori is getrouwd met Chieko Maki, en samen hebben ze een zoon Yūki en een dochter Yoko Fujimoto.
Ito Hirobumi · Kuroda Kiyotaka · Sanetomi Sanjo · Yamagata Aritomo · Matsukata Masayoshi · Ito Hirobumi · Kuroda Kiyotaka · Matsukata Masayoshi · Ito Hirobumi · Okuma Shigenobu · Yamagata Aritomo · Ito Hirobumi · Saionji Kinmochi · Katsura Tarō · Saionji Kinmochi · Katsura Tarō · Saionji Kinmochi · Katsura Tarō · Yamamoto Gonnohyōe · Ōkuma Shigenobu · Terauchi Masatake · Hara Takashi · Uchida Kosai · Takahashi Korekiyo · Katō Tomosaburō · Uchida Kosai · Yamamoto Gonnohyōe · Kiyoura Keigo · Katō Takaaki · Wakatsuki Reijirō · Tanaka Giichi · Osachi Hamaguchi · Kijūrō Shidehara · Osachi Hamaguchi · Wakatsuki Reijirō · Inukai Tsuyoshi · Takahashi Korekiyo · Saitō Makoto · Keisuke Okada · Fumio Gotō · Keisuke Okada · Kōki Hirota · Senjūrō Hayashi · Fumimaro Konoe ·
Hiranuma Kiichirō · Nobuyuki Abe · Mitsumasa Yonai · Fumimaro Konoe · Hideki Tojo · Kuniaki Koiso · Kantarō Suzuki · Prins Higashikuni Naruhiko · Kijūrō Shidehara · Shigeru Yoshida · Tetsu Katayama · Hitoshi Ashida · Shigeru Yoshida · Ichirō Hatoyama · Tanzan Ishibashi · Nobusuke Kishi · Tanzan Ishibashi · Nobusuke Kishi · Hayato Ikeda · Eisaku Satō · Kakuei Tanaka · Takeo Miki · Takeo Fukuda · Masayoshi Ōhira · Masayoshi Ito · Zenko Suzuki · Yasuhiro Nakasone · Noboru Takeshita · Sōsuke Uno · Toshiki Kaifu · Kiichi Miyazawa · Morihiro Hosokawa · Tsutomu Hata · Tomiichi Murayama · Ryutaro Hashimoto · Keizo Obuchi · Mikio Aoki · Keizo Obuchi · Yoshiro Mori · Junichiro Koizumi · Shinzo Abe · Yasuo Fukuda · Taro Aso · Yukio Hatoyama · Naoto Kan · Yoshihiko Noda · Shinzo Abe · Yoshihide Suga · Fumio Kishida ·  Shigeru Ishiba
- CiNii: DA01593859
- Gemeinsame Normdatei: 1285775368
- International Standard Name Identifier: 0000 0000 8450 5284
- Library of Congress Control Number: n86103636
- Bibliotheek van het Japanse parlement: 00149461
- Nationale Bibliotheek van Israël: 987012437959805171
- Virtual International Authority File: 45786920
- WorldCat: E39PBJgd86w3cDxqprcF4TrrMP